# Джордж Гітчінгс
Джордж Герберт Гітчінґс (англ. George Herbert Hitchings; нар.18 квітня 1905 року, Гокіем, Вашингтон — пом.27 лютого 1998року, Чапел-Гілл, Північна Кароліна) — американський біохімік, лауреат Нобелівської премії з фізіології і медицини «за відкриття важливих принципів лікарської терапії», яку він розділив разом з Джеймсом Блеком та Гертрудою Елайон. Зокрема Гітчінґс був відомий своїми роботами з хімієтерапії.

## Життєпис
Джордж Гітчінґс народився 18 квітня 1905 року в містечку Хокіем (штат Вашингтон). Закінчив Університет Вашингтона у 1927. Працював в Гарвардському університеті, де отримав ступінь доктора філософії у 1933 році. У 1942 перейшов в Дослідницькі лабораторії Веллкам, де став віце-президентом з 1967 року.